# 1846 год в истории железнодорожного транспорта
1846 год в истории железнодорожного транспорта

## События
- Октябрь — открыта линия Рогов (Рогув) — Петроков (Пётркув-Трыбунальски) длиной 49 км.[1]
- Декабрь — открыта линия Петроков — Ченстохов (Ченстохова) длиной 85 км.[1]
- В Венгрии построена первая железная дорога.[2]
- В США основана железнодорожная компания Pennsylvania Railroad.

## Новый подвижной состав
- В России на Александровском заводе в Петербурге начался выпуск первых серийных паровозов.[2]

## Персоны

### Родились
- Поль Дековиль (фр. Paul Decauville) — французский инженер, разработчик системы лёгких железных дорог с шириной колеи 500 мм.